# توماس فـان دن هوتين
توماس فـان دن هوتين (بالهولندية: Thomas van den Houten)‏ هو لاعب كرة قدم هولندي في مركز الدفاع، ولد في 20 يوليو 1990 في خوس في هولندا. لعب مع نادي تلستار ‏.

## وصلات خارجية
- توماس فـان دن هوتين على موقع قاعدة بيانات كرة القدم.إي يو (الإنجليزية)
- توماس فـان دن هوتين على موقع Soccerway.com (الإنجليزية)
- توماس فـان دن هوتين على موقع عالم كرة القدم.نت (الإنجليزية)